# Aurantimonadaceae
Aurantimonadaceae es una pequeña familia de bacterias marinas que comprende solo dos especies conocidas. Una de las especies, Aurantimonas coralicida, causa la plaga blanca en los corales, destruyendo progresivamente sus tejidos y dejando un área blanqueda a su paso. Ha sido epidémica en el mar Caribe. La bacteria individual tiene forma de bacilo con flagelos polares, mientras que las colonias toman la forma de cadenas ramificadas. La segunda especie, Fulvimarina pelagi, fue aislada del agua del mar y tiene la forma de bacilo no móvil.
Ambas especies son aerobias obligadas que obtienen su alimento quimioheterotróficamente. Producen un resultado positivo a las pruebas de oxidasa y catalasa, y contienen pigmentos carotenoides, posiblemente para protegerse de la radiación solar.